# Kaplanova turbina
Kaplanova turbina je propelerna vrsta vodnih turbina, sa zakretnim lopaticama na rotoru i radi samo na niskim padovima vode, uglavnom s velikim protokom. Da bi se smanjili sudarni gubici i osiguralo strujanje vode s najmanje hidrauličkih gubitaka, u većini propelernih turbine, lopatice radnog kola mogu se zakretati u pogonu. Izvedba turbina sa zakretnim lopaticama rotora je složenija nego izvedba običnih propelernih turbina, no njihove energetske karakteristike su znatno povoljnije. Njihov stupanj iskorištenja može biti i preko 90 %. 
Propelerne turbine spadaju u red aksijalnih hidrauličkih strojeva s primjenom pri malim padovima i velikim protocima. Korisni padovi se kreću od nekoliko metara pa sve do 60-70 metara. Radi takvih karakteristika, ovakve turbine se uglavnom primjenjuju u ravninskim područjima, na rijekama koje osiguravaju cjelogodišnji visoki protok, a izgradnjom umjetnih brana se osigurava potreban pad. Izlazne snage Kaplanovih turbina mogu biti od 5 do 120 MW.

## Dijelovi Kaplanove turbine
Zahvat vode se izvodi uređajem koji je obično trapeznog presjeka, izveden od betona. Konstrukcija uređaja treba osigurati ujednačenu distribuciju vode po izlaznom presjeku uređaja, te spriječiti odvajanje struje na statorskim lopaticama. Kod visokih padova (za ovakav tip hidrauličkih turbina) dobavni aparat se izvodi od čelika u obliku spirale kružnog poprečnog presjeka.
Predprivodećih lopatica obično ima 10-12, a privodećih 20-32 lopatice. Privodeće lopatice, osim regulacije protoka, imaju zadataka pravilno usmjeriti struju vode prema rotorskim lopaticama. Regulacija protoka se izvodi zakretanjem regulacijskih lopatica oko svojih osi, a u graničnom slučaju moguće je lopaticama potpuno zatvoriti protočne kanale.
Rotor se sastoji od lopatica učvršćenih na rotirajuće vratilo čiji broj, ovisno o padu, se mijenja između 4 i 8 lopatica. Što je manji pad, to je i broj lopatica rotora manji. Rotorske lopatice mogu biti čvrsto vezane na vratilo, a takve turbine se tada nazivaju propelernim turbinama. Oblik i duljina profila lopatice se mijenjaju promjenom radijalne koordinate, u odnosu na os stroja. Rotorske lopatice mogu biti i pomične u odnosu na vratilo stroja, kada zakretanjem oko vlastitih osi vrše fino podešavanje opstrujavanja profila, osiguravajući visoku iskoristivost turbine u širokom radnom području.
Dvostrukom regulacijom (zakretanjem regulacijskih i rotorskih lopatica), moguće je osigurati visoku korisnost u širokom radnom području. Počeci i krajevi rotorskih lopatica (gledano radijalno), kao i njihovi (labavi) dosjedi, moraju biti obrađeni u obliku kugle kako bi se, bez obzira na položaj, osigurala minimalna zračnost te time spriječilo pretjecanje vode s tlačne na pretlačnu stranu lopatice. Promjer rotora može biti od 2 do 8 m. Obično se okreće sa 79 do 429 okretaja u minuti. 
Transport vode iz rotora vrši difuzor koji ujedno, smanjenjem izlazne energije, povećava ukupnu iskoristljivost turbine.

## Razvoj
1912. nakon godina intenzivnog istraživanja u laboratoriju za turbine u Brnu, Dr. Ing. Viktor Kaplan prijavljuje svoj prvi patent turbine. Međutim, Kaplanova turbina još uvijek ne ispunjava sva očekivanja profesora. 1922. dugogodišnji istraživački rad na turbini konačno donosi plodove: sagrađena je optimalizirana Kaplanova turbina. No, u posljednjoj fazi istraživanja Dr. Ing. Viktor Kaplan mora iz zdravstvenih razloga prepustiti nastavak radova svojem timu.
1925. u Austriji je pušteno u pogon nekoliko Kaplanovih turbina. Šveđani također otkrivaju njenu učinkovitost i koriste je za svoje velike elektrane.

## Način rada
Glavni vodeni tok kroz Kaplanovu turbinu je aksijalan. Kut zakreta lopatica rotora određuje se prema otvoru privodnog kola i trenutnom padu. Kombinatorna veza se definira tako da se ostvari najveća moguća korisnost u svim pogonskim uvjetima. Odnos otvora lopatica privodnog i radnog kola kod turbina sa zakretnim lopaticama rotora regulira se preko posebnog uređaja koji se naziva kulisa. Sustav automatske regulacije turbina s pomičnim lopaticama rotora osim privodnim kolom, upravlja i radnim kolom zakrećući lopatice rotora, pa se takve turbine nazivaju dvostruko reguliranim turbinama.
Kaplanove turbine spadaju u grupu reakcionih turbina, a to znači da se tlak mlaza vode mijenja prolaskom kroz turbinu. Turbine s većim padom, imaju veću razliku tlakova između lopatica rotora i difuzora, tako da na lopaticama rotora dolazi do pojave kavitacije. 
Da bi se povećao stupanj iskorištenja Kaplanove turbine i unaprijedila njegova konstrukcija, u zadnje vrijeme se počela primjenjivati računalna dinamika fluida. Osim toga, pokušava se povećati broj preživjelih riba, koje prolaze kroz turbinu. Lopatice rotora se zakreću uz pomoć hidrauličkog ulja pod visokim tlakom, tako da je jedan od glavnih problema konstrukcije, spriječiti ispuštanje ulja kroz brtve, a time i zagađivanje rijeke.

## Različite izvedbe Kaplanove turbine
Kaplanove turbine se najčešće koriste kao propelerna vrsta turbina, ali postoji i nekoliko drugih izvebi:

### Propelerne turbine
Propelerne turbine nemaju zakretne lopatice rotora, već su fiksne. Spade u grupu pretlačnih aksijalnih turbina. Primjenjuje se za velike protoke i male geodetske padove (od 1-3 do 60-70 m). Rotor propelerne turbine sastoji se od lopatica radnog kola i glavine rotora. Radno kolo ima 3 do 8 lopatica, pri čemu je broj lopatica veći što je veći nazivni pad turbine. Voda se na lopatice rotora dovodi aksijalno (u smjeru vratila) privodnim kolom tj. pomičnim lopaticama statora. Promjena protoka odnosno regulacija snage provodi se zakretanjem lopatica privodnog kola, zbog čega se mijenja i kut strujanja vode na lopatice radnog kola.
Propelerne turbine s fiksnim lopaticama nisu elastične u pogonu, pa se grade samo za manje jedinice tj. upotrebljavaju se umalim hidroelektranama. Snage se kreću od nekoliko stotina vata do 100 MW.

### Cijevne turbine
Turbina i električni generator su u potpunosti uronjeni u protočnu cijev. Cijevne turbine se koriste pri najnižim padovima i velikim protocima, te su pogodne za primjenu na velikim protočnim rijekama. Prednost ove izvedbe turbije je što nema dobavnog aparata spiralnog tipa.
Imaju predprivodeće (nepomične) i privodeće (pomične) lopatice. Dozvoljavaju dvostruku regulaciju; zakretanjem privodećih i rotorskih lopatica, a posljedica toga je visoka korisnost u cijelom radnom području. Kod ovakvih turbina niskog pada, udio kinetičke energije s obzirom na raspoloživi pad na izlazu iz difuzora može iznositi i do 50-60%. Radi toga konstrukcija turbine treba osigurati minimalne gubitke pri strujanju, te minimalnu energiju na izlazu iz rotora. Minimalnu energiju na izlazu iz rotora osigurat će pravilna izvedba difuzora,
te bezvrtložno strujanje na izlazu iz rotora (strujanjem u smjeru osi difuzora). 
Aksijalne turbine s horizontalnom osi se koriste i za iskorištavanje energije plime i oseke. Strojevi rade s padovima od nekoliko metara, a konstrukcija strojeva omogućuje rad u oba smjera, te rad u crpnom režimu (reverzibilne hidroelektrane). 
Manje se jedinice izvode s električnim generatorom izvan cijevi (tzv. S izvedba ili Straflo turbine), a u većim se jedinicama generator smješta u cijev, u tzv. turbinsku krušku (eng. Bulb turbine).

### Dijagonalne ili Derijazove turbine
Voda kroz turbinu protječe dijagonalno, otkuda slijedi naziv turbine. Osim lopatica privodnog kola, u slučaju ovih turbina regulira se i zakretanje lopatica radnog kola, tako da je također moguća dvostruka regulacija. Koriste se za reverzibilne hidroelektrane.